# C/1618 W1
C/1618 W1 ist ein Komet, der in den Jahren 1618 und 1619 mit dem bloßen Auge gesehen werden konnte. Er wird aufgrund seiner außerordentlichen Helligkeit und seines bis zu 90° langen Schweifs zu den „Großen Kometen“ gezählt.
Er war der erste Komet, der (ebenso wie zwei kleinere desselben Jahres) mit Fernrohren beobachtet wurde. Während führende Wissenschaftler exakte Beobachtungen anstellten, diskutierten andere bei einem Kolloquium, ob diese Kometen göttliche Zeichen wegen des gerade ausgebrochenen europaweiten Krieges seien, oder rein natürliche Erscheinungen.

## Entdeckung und Beobachtung
Im Jahr 1618 konnten drei Kometen mit bloßem Auge gesehen werden. Der hellste von ihnen war der wahrscheinlich am 25. November zum ersten Mal beobachtete. Zwei chinesische Texte berichten, dass ein Komet am Morgen des 26. November (Ortszeit) gesehen wurde. Sein Schweif war über 10° lang und nach Südosten gerichtet.
Möglicherweise wurde der Komet aber bereits früher in Persien entdeckt, wo ihn der spanische Botschafter García de Silva y Figueroa in Isfahan schon ein oder zwei Tage zuvor gesehen hatte. Allerdings sind seine Berichte in dieser Hinsicht ungenau. Er beschrieb ihn als diffus und von der Farbe und Helligkeit wie Venus am östlichen Himmel stehend. Auch in Korea und auf den Philippinen erfolgten Sichtungen.
In Europa wurde der Komet von vielen Astronomen ab Ende November beobachtet. Johannes Kepler sah ihn in Linz am Morgen des 29. November und konnte seinen Bahnverlauf bis zum 7. Januar vermessen. Der Schweizer Jesuit Johann Baptist Cysat beobachtete den Kometen von Ingolstadt aus ab dem 1. Dezember. Am 9. Dezember berichtet er von einer Schweiflänge von 70°. In England beobachtete ihn der Astronom John Bainbridge vom 28. November bis zum 26. Dezember und zeichnete Karten mit der Position des Kometen am Himmel. Aus seinen Beobachtungen schloss er, dass der Komet zehnmal weiter entfernt von der Erde als der Mond war.
Der Däne Longomontanus, ein Schüler Tycho Brahes, beobachtete am 10. Dezember in Kopenhagen einen Schweif von 104° Länge, während der Jesuit Orazio Grassi am 12. Dezember in Rom eine Schweiflänge von etwa 60° schätzte. Weitere Beobachter waren Pierre Gassendi in Aix-en-Provence, Wilhelm Schickard in Württemberg, Snellius in Leiden und andere.
In China konnte der Komet bis zum 4. Januar 1619 beobachtet werden. Seine letzte Sichtung erfolgte durch Cysat am Morgen des 22. Januar mit einem Teleskop.
Der Komet erreichte am 29. November eine Helligkeit von 0–1 mag.

## Aberglaube
Wie zur damaligen Zeit üblich wurde auch dieser Komet in einer Flut von Schriften als unheilvoller Vorbote vielfältiger Unglücke und als von Gott gesandte Mahnung und „Zornrute“ angesehen (siehe Kometenfurcht). In einer Thüringer Chronik hieß es: „Den 3. November 1618 ist ein schrecklicher Compet am Himmel erschienen, der etzliche Monath und gar bis in das folgende Jahr gesehen war; denn darauf in aller Welt Krieg, Aufruhr, Blutvergießen, Pestilentz und theure Zeit und unaussprechlich Unglück erfolget. Kein schrecklichen Comet man spürt, der nicht groß Unglück mit sich führt.“
Im Nachhinein, aber spätestens ab ungefähr 1630 erfuhr der Komet von 1618 eine Deutung als Vorzeichen des Dreißigjährigen Krieges. Auch die Tode von Erzherzog Maximilian, Papst Paul V. und Philipp III. von Spanien sollen durch den Kometen angekündigt worden sein.

## Wissenschaftliche Auswertung

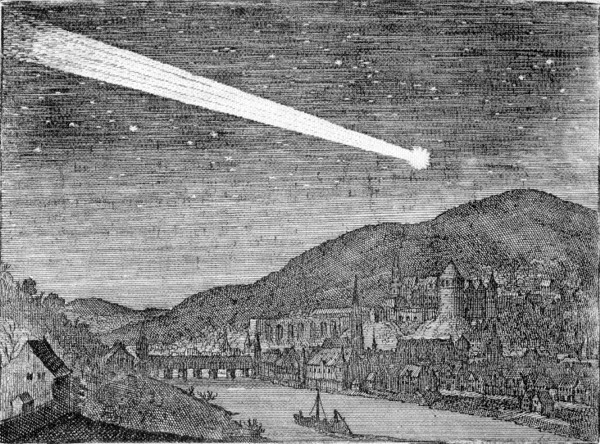
Der Komet von 1618 über dem nächtlichen Heidelberg

Die Kometen von 1618 waren die ersten, die nach der Erfindung des Fernrohrs mit solchen Instrumenten beobachtet wurden. Außer genauerer Beobachtung ihres Erscheinungsbildes ermöglichte dies auch wesentlich präzisere Vermessung ihrer Positionen am Himmel, was später die Berechnung der Bahnelemente erleichtern sollte.
Kepler schrieb über die drei Kometen des Jahres 1618 in seinem De cometis libelli tres und knüpfte darin an eine Erkenntnis von Brahe und Mästlin an. Den beiden Professoren war es 1577 gelungen, am Kometen C/1577 V1 die Parallaxe zu bestimmen. Sie konnten damit belegen, dass die Kometen keine Gebilde in der Erdatmosphäre, sondern echte Himmelskörper sind, die sich auf Kreisbahnen bewegen. Demgegenüber verteidigte aber Kepler seine Annahme einer geradlinigen Kometenbewegung. Die Entstehung von Kometen führte er, wie seine Vorgänger, auf Verdichtungen im Äther zurück.
In Ulm entbrannte eine Auseinandersetzung zwischen dem Mathematiker und Ingenieur Johannes Faulhaber und dem Arzt und Philosophen Johann Remmelin einerseits und dem Direktor des Ulmer Gymnasiums Johann Baptist Hebenstreit, dem Pfarrer Zimbertus Wehe und dem Mathematiker Johannes Krafft auf der anderen Seite. Es ging dabei – kurz nach Ausbruch des Dreißigjährigen Krieges – um die Frage, ob die Kometen, die im Jahr 1618 am Himmel erschienen, „wunderbare Zeichen“ waren, die den Zorn Gottes und seine Strafe ankündigten, oder ob es natürliche Erscheinungen ohne jeglichen Einfluss auf Krieg und Tod, Hunger und Elend waren. Am 18. Oktober 1619 fand zur Klärung der Streitfragen in Ulm ein Kolloquium einiger Wissenschaftler statt, darunter auch der Mathematiker René Descartes. Es heißt, dieses Kolloquium, das als Ulmer Kometenstreit in die Geschichte einging, sei „durchaus versöhnlich ausgegangen… mit dem Versprechen, sich künftig als christliche Brüder zu achten“, was wohl als ein Unentschieden gedeutet werden kann.
Auch unter den Jesuiten hatten die astronomischen Entdeckungen der vergangenen Jahre ein Umdenken bewirkt. Sie verteidigten die traditionelle Philosophie und das Weltbild von Aristoteles und Brahe, vertraten aber nun die Meinung, dass Kometen Himmelskörper seien, die die Sonne umkreisen und weit von der Erde entfernt jenseits des Mondes zu finden seien. Als der Komet von 1618 erschien, wurde er am Collegio Romano mit großer Sorgfalt beobachtet und studiert. Es wurden auch Beobachtungen anderer Jesuiten aus ganz Europa zusammengetragen. Die Untersuchungsergebnisse wurden vom Professor für Mathematik Orazio Grassi in seinem Traktat Libra astronomica ac philosophica 1619 veröffentlicht, das unter dem Pseudonym Lotario Sarsi Sigenzano erschien. Grassi führte zahlreiche Argumente basierend auf Messungen der Parallaxe dafür an, dass der Komet nicht der Erdatmosphäre entstammte und dass er sich auch nicht innerhalb der Umlaufbahn des Mondes befand. Grassi unterstützte die heliozentrische Theorie und akzeptierte die teleskopischen Entdeckungen Galileo Galileis, aber seine Ideen wurden von Galilei als „falsch und nutzlos“ zurückgewiesen.
Es ergab sich daraus ein heftiger Disput, in dem Galilei zwar den Standpunkt vertrat, dass die traditionellen Ansichten die Wissenschaft behinderten, aber dennoch die aristotelische Sichtweise annahm, dass Kometen nicht wandernde Himmelskörper wie die Planeten seien, sondern erdnahe optische Effekte (Reflexionserscheinungen) in der Atmosphäre. Er hatte den Kometen von 1618 aus gesundheitlichen Gründen nicht selbst beobachten können und konnte seine Theorie daher nicht auf eigene Messungen stützen. Als wenige Jahre später sein Jugend- und Studienfreund Maffeo Barberini als Papst Urban VIII. das Pontifikat antrat, widmete er ihm sogleich seine Schrift Il Saggiatore (1623), die massiv gegen Grassi polemisierte und das kopernikanische System verteidigte. Er handelte sich damit die folgenreiche Feindschaft der Inquisition ein, an der sich Grassi aber nicht beteiligte.

## Umlaufbahn
Für den Kometen konnte aus 42 Beobachtungen über 53 Tage durch Bessel eine unsichere parabolische Umlaufbahn bestimmt werden, die um rund 37° gegen die Ekliptik geneigt ist. Seine Bahn steht damit schräg gestellt zu den Bahnebenen der Planeten. Im sonnennächsten Punkt der Bahn (Perihel), den der Komet am 8. November 1618 durchlaufen hat, befand er sich mit etwa 58,3 Mio. km Sonnenabstand im Bereich zwischen den Umlaufbahnen von Merkur und Venus. Bereits um den 19. Oktober war er der Venus bis auf etwa 61 Mio. km nahegekommen und um den 30. Oktober erfolgte eine Annäherung an den Jupiter bis auf etwa 4 ⅔ AE. Am 6. Dezember passierte er die Erde in etwa 54 Mio. km (0,36 AE) Distanz. Nennenswerte Annäherungen an die anderen Planeten fanden nicht statt.
Aufgrund der unsicheren Ausgangsdaten kann keine Aussage darüber getroffen werden, ob und gegebenenfalls wann der Komet in das innere Sonnensystem zurückkehren könnte.

## Rezeption in der Literatur
Der Komet von 1618 hatte auch in England wilde Spekulationen über seine mögliche unglücksverheißende Bedeutung ausgelöst. Einige sahen darin eine göttliche Missbilligung der Bemühungen des Königs Jakob I. um eine Heiratsallianz mit Spanien. Der englische König zeigte sich besorgt über die politischen Implikationen dieser Spekulationen und verfasste daraufhin ein Gedicht mit Anspielungen auf die Leichtgläubigkeit des Volkes:
You men of Britaine, wherefore gaze yee so

Uppon an Angry starr, whenh as yee know

The sun shall turne to darknesse, the Moon to blood

And then twill be to late for to turne good

O be so happy then while time doth last

As to remember Dooms day is not past

And misinterpret not, with vaine Conceit

The Caracter you see on Heaven gate.

Which though it bring the world some news from fate

The letters such as no man can translate

And for to guesse at God Almightys minde

Where such a thing might Cozen all mankinde

Wherfore I wish the Curious man to keep

His rash Imaginations till he sleepe

Then let him dreame of Famine plague & war

And thinke the match with spaine hath causd this star

Or let them thinke that if their Prince my Minion

Will shortly chang, or which is worse religion

And that he may have nothing elce to feare

Let him walke Pauls, and meet the Devills there

And if he be a Puritan, and scapes

Jesuites, salute them in their proper shapes

These Jealousys I would not have a Treason

In him whose Fancy overrules his Reason

Yet to be sure It did no harme, Twere fit

He would be bold to pray for no more witt

But onely to Conceale his dreame, for there

Be those that will beleive what he dares feare.